# 非常食

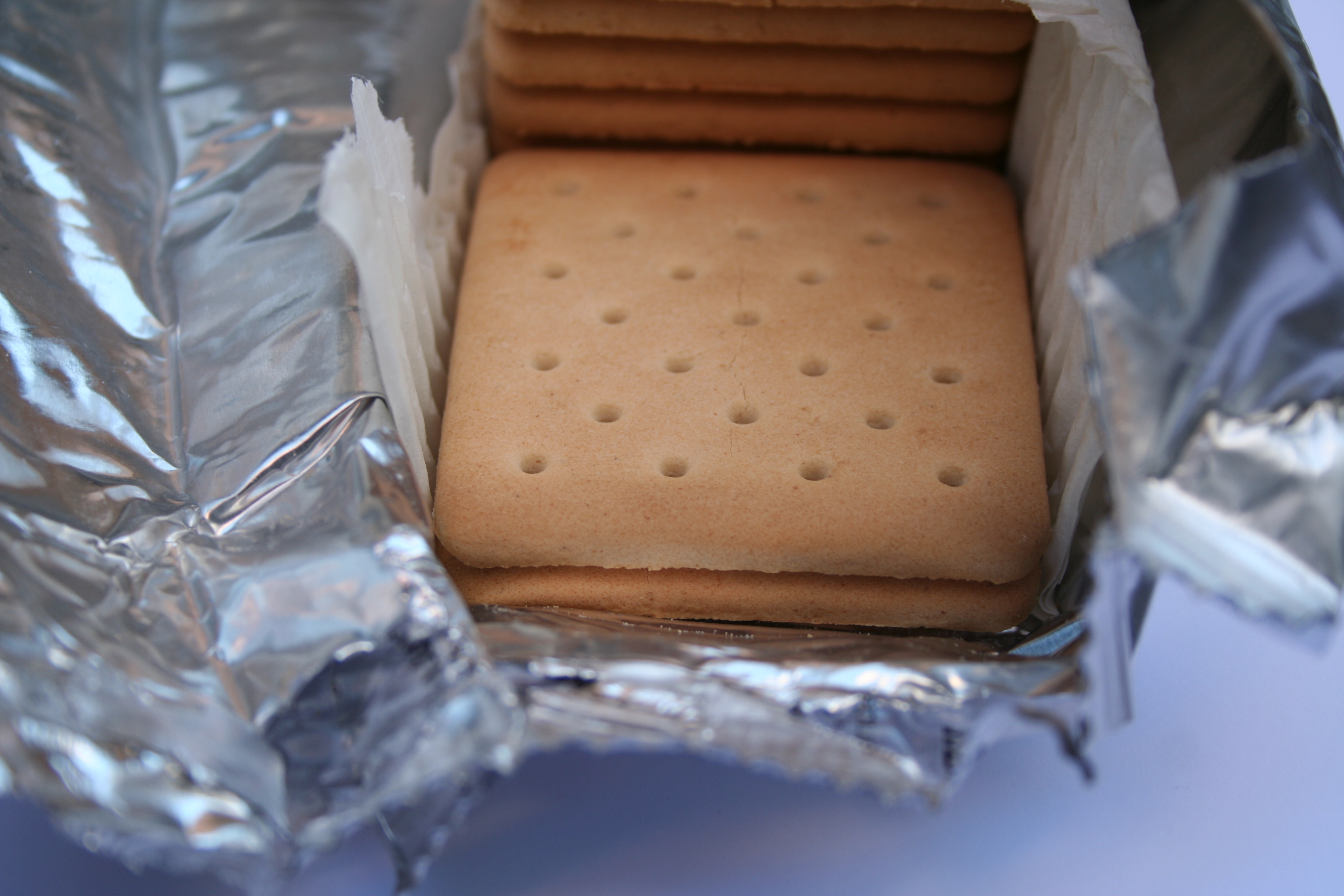
代表的な非常食の一つである乾パン（ドイツ連邦軍レーションのハードビスケット）

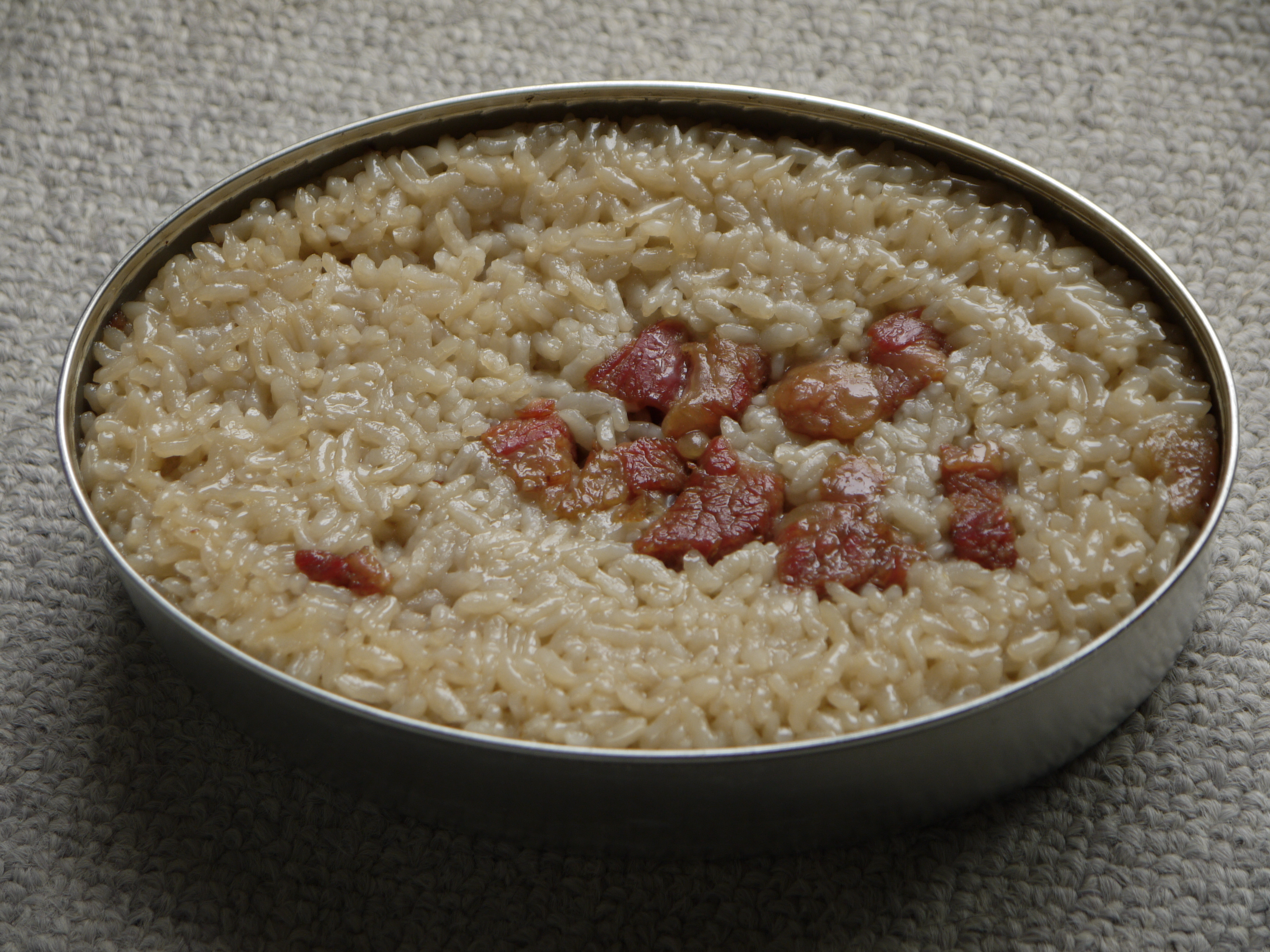
調理済み米飯の缶詰

非常食（ひじょうしょく）は、災害や紛争などの緊急事態により通常の食糧の供給が困難になった時のための食糧のこと。
本来、日本において「非常食」とは凶作や天災が生じたときに食す、山野などに自生しているもので平時には食用に供しないものを指す語であった（この意味では救荒食とも呼ばれる）。
しかし、現在では意味が変化し、災害時・遭難時など食物・燃料・飲用水の入手が困難な場合に備えるための食糧や、備蓄可能な保存食などを指す。

## 概要
これらの食品は、平時を通して常に備蓄・管理されており、地震・水害・大規模火災・紛争といった、様々な有事の際に配給され、消費される。このため、ペットボトル詰めの飲料水のほかに、アルファ化米・乾パン・缶詰・レトルト食品・インスタント食品などの保存性に優れた食品が用いられる。電力やガス、水道などの社会的な供給インフラの機能が停止することを想定し、常温で保存が利き、屋外でも特別な器具なしに飲食できる物である必要がある。
特に、今日の市販のミネラルウォーター・缶詰・レトルト食品・インスタント食品といった製品類は、日常的に消費される物でも1-2年程度の賞味期限を持つものも多いため、将来的に大規模震災が予想されている地域では、家庭において普遍的に備蓄されている物も多い。その一方で、防災用品として特別に保存性の高い物も市販されており（市販品を窒素ガス充填の缶詰などにして賞味期限を伸ばしたものもある）、これらも個人が日常的に購入・備蓄する事が可能である。
また、地震や水害などの災害発生が予想される地域では、住民保護の観点から国や地方自治体により一定量の保存食が防災倉庫と呼ばれる公共の保管庫に分散して備蓄されている。
しかし、食品であるだけに、経年劣化によって食用に適さない状態になってしまうと本来の役には立たなくなるため、賞味期限切れの物は、順次新しい物と交換される。多くの場合には、賞味期限切れになる前に災害訓練の炊き出し演習で使用したり、啓蒙のためのサンプルとして配布することで無駄なく使い、新しい物に入れ替えることが行なわれる。近年は納入業者が定期的な納品と回収による循環を管理するサービスも存在する。

## 非常食の思想
非常食は諸々の事情でライフラインや物流が途絶し、食料調達や調理が困難になった状況で使用される。
日本国内において、地震や水害などの災害発生により、国や地方自治体からの公的な災害援助として支給される非常食は、末端住民まで行き渡るまでに2-3日程度の日数が必要とされ、災害が大規模な場合にはさらに遅延が予想される。この間は、各々の個人や集団などで独自に確保した水と食料が必要である。米国ではハリケーン・カトリーナに絡んで発生した2005年の水害の際、多くの家庭で、甚だしい地域では2週間程自力で生活する事を強いられた。これにより食料品店が略奪に遭うなどの混乱も生じている。
極論ではあるが、人は水さえあれば食料がなくても3週間-1ヶ月程度は餓死しない。しかし、そのような状況では体力を消耗し、疾病などの問題を被りやすい。災害発生時には衛生の問題から伝染病の発生も予測されるため、衛生的な水と食料は常に備えておくほうが望ましい。
東海地震の被害が予測される地域では、概ね3日以上の食料と水を各家庭で備えるよう、地方自治体から住民にアナウンスされており、自治体によっては条例で定められている。また、帰宅困難者対策として各事業者にも備蓄が求められている。

### 循環備蓄法
大量の物資を非常食として家庭に備蓄しておくのは現実的に難しい。
そこで、前述の一般的な保存食を買い置きしておいて、順次消費しながら一定の保存食を確保する方法、循環備蓄法が推奨されている。
順次消費することにより、保存食でしばしば問題となる消費期限切れの問題を回避できる。保存食の多くは加熱や調理が必要なため、普段から家庭で使用しているカセットコンロとカセットボンベの同時備蓄が推奨されている。
また、日常的に使用する保存食、飲料水、ウェットティッシュ、カセットボンベ、乾電池、使い捨てカイロなども、常に一定量、家庭に置いておくことも推奨されている。
循環備蓄法では、古いものから消費し、常に備蓄を維持することが大切である。

### 栄養の偏りとメニューの問題
同じものを食べ続けると栄養に偏りが出るほか、食べる側としても飽きてくる。このため、非常食の備蓄の段階である程度の選択肢に考慮する必要がある。市販の非常用食品でも「食事に変化を与えて飽きさせないメニューのバリエーション」を用意している製品も見られる。(栄養とメニューの組み立て方については災害食も参照)

## 非常食の配布
非常食は、国や地方自治体、組織、家庭などで相応量が備蓄されていることも多いが、実際の災害現場において、運搬や配布などで、その意図とは逆に混乱を引き起こす場合があるため、有事における配布方法をマニュアル化し、周知徹底しておく必要がある。
一般商店に陳列・保管されている食料品も、緊急時には非常食として周辺住民に供給される事がある。これらは政府・自治体の要請を受けた商店が在庫を放出（代価は政府・自治体が支払う）する場合と、商店側の厚意で無償配布される場合があるが、災害時には往々にして社会的混乱が発生し、暴動や略奪が発生しやすい。このため、配布する側の商店も非常に神経質になっており、これらを受け取る側に秩序だった行動が見られない場合は、折角の商品配布が中断されてしまう事もある。
また、被災地では、地元の自治会（町内会など）組織や民間の救援団体・ボランティア団体などによって、炊き出しが行われる。これらは通常、被災者自身や被災状況を知った人々の善意の発露として行われているため、受け取る側にある程度の社会秩序が回復している必要がある。

### その他配布の状況

#### 災害支援型自動販売機
地震などの災害発生時に、通信ネットワーク技術を活用した遠隔を操作によって、自動販売機に搭載された電光掲示板に災害情報を流したり、本体に残っている飲み物を無償で提供したりと、緊急時に自動販売機ならではの機能を活用した支援を行う自動販売機、及びその協定を指す。主な飲料メーカーが既に災害対応型自動販売機を全国に設置している。

## 関連用品

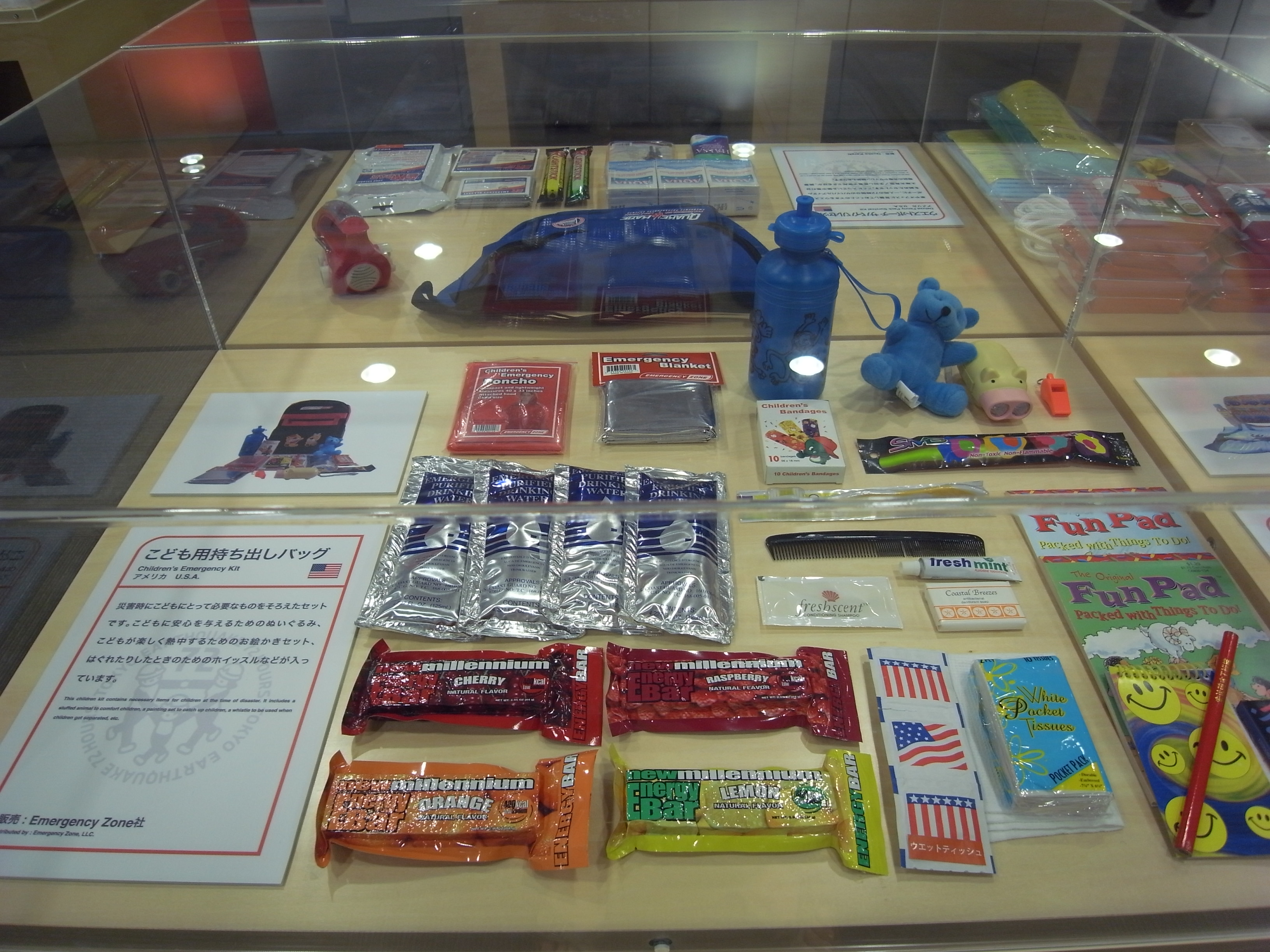
こども用持ち出しバッグの内容（そなエリア東京）

### レーション
軍用の屋外活動時における食料は、災害被災時と良く似た状況でも、的確に栄養補給できるように配慮されている。このため、これら軍用食品（レーション）で開発された技術が、市販の非常食に採用される事も多い。また、レーションそのものを非常食として活用することもできるほか、災害や紛争においては軍隊による被災者支援に軍用レーションや専用のレーション状非常食が配布する場合もある。

### 防災倉庫
これらの保管施設である防災倉庫は、内部の非常食や各種自主防災用品を保護するため、最低でも市販の物置きと同程度の強度を持った構造となっている。また、平時における盗難や、有事発生時における暴徒による略奪にも、ある程度は耐え得ると思われる。

### 非常袋
防災非常袋とも言う。災害時など、避難するときや避難先での必需品を入れておく袋。燃えにくく、丈夫である。懐中電灯、非常食、簡易医療セット、衛生用品を入れておくのが一般的。

### モーリアンヒートパック
生石灰（酸化カルシウム）と水の反応で出来る液状のNaOHと熱を、さらにアルミニウムと化学反応させる事で発生する大きな熱量で食材を加熱できる発熱材の一つ。原理自体は使い捨てカイロと同様だが、カイロには持続的に熱を放つように化学反応を阻害する物質が入っており、これほど爆発的な熱量を生み出すことはない。